# イタガキ
イタガキは、熊本、宮崎を中心に活動するお笑いユニットである。事務所所属はない。

## 来歴
- 2009年1月にそりと足利ぼんのコンビとして結成。
- コンビ名のイタガキの由来は、二人が好きな漫画の作者が板垣恵介という事から苗字を取ってついたもの。板垣退助のイタガキの意もある。お笑い芸人はどこに行っても人権が低い、扱いが悪いということで、笑いの自由民権運動と自らの活動を称している。いたずらな子供の気持ちを忘れないという意も込めてある。はじめの一歩の登場人物である、イタガキも意識している。
- イタガキはウルトラソウルというお笑いユニットの中のミニユニットであり、ミニモニ。や渡り廊下走り隊と同じ感覚のミニユニットである。メインで活動しているのはそりとぼんの二名である。
- 新メンバーがいつの間にか増えたりしている。メンバーは最終的に108人を目指している。

## メンバー
そり（本名：山下 貴文（やまもと たかふみ）、1983年4月7日 - ）ボケ担当
- 熊本県出身。
- 高田延彦を「あの赤シャツ野郎!」とキレさせた。
- ラジオ番組で共演した獣神サンダー・ライガーに番組中技をかけようとしたが勝てないと瞬時に悟り、チケットを頂いて試合を見に行くという協調路線に変更した。

足利ぼん（あしかが - 、本名：園田 義範（そのだ よしのり）、1975年8月11日 - ）ツッコミ担当
- 宮崎県東諸県郡国富町[1]出身。
- ばってん荒川メモリアルステージで共演した市原悦子に「これからの人ね」と言わしめた。
- テレビ番組で共演した上島竜兵（ダチョウ倶楽部）に「くるりんぱ」のギャグを正式に伝授された。「どこで使っても構わない」と言われたそうだが、ステージやテレビで使ったという情報は今のところない。

楢原（ならはら、本名：ユークリストファー楢崎（ - ならさき）、1992年1月5日 - ）
- カナダ出身。
- 山下泰裕に直接「がんばって!」と言わしめた。
- 16歳まで、戸籍上「女性」と登録されていた。彼が性同一性障害だという情報は今のところなく、戸籍管理上の行政によるミスであると思われる。

エンブン（本名：黒崎 友一郎（くろさき ゆういちろう）、1986年9月13日 - ）
- 熊本県出身。
- 矢部浩之（ナインティナイン）に直接「ごめん、覚えてへんわ」と謝罪せしめた。
- 設楽統（バナナマン）に直接「お前手の上げ方変だよ」とツッコまれた。

## 主な出演
- CM - SILVER BACK
- CM - UNION3
- CM - あげたて
- CM - JCN熊本
- CM - 熊本城県外広報CM
- JAGAJAGA天国（テレビ宮崎） - 不定期
- 3きゅう（テレビ宮崎 ）- 不定期
- のびよ！みやざきっ子（テレビ宮崎） - 不定期
- 白山通り くまもと○仮（JCN熊本）- 不定期
- オトコミHi!Yo!（FM791）- 不定期
- バカパクチ（ネットラジオ）- 不定期
- パチンコ研究所（熊本放送） - 不定期
- パチプレTV-R（熊本朝日放送） - 不定期
- ファイブチャンネル（熊本朝日放送） - 不定期
- ハッピーサタデーココスマイル（熊本県民テレビ）- 不定期
- みんなの手話（NHK）- 不定期
- 窓をあけて九州（熊本放送）
- くまパワ（熊本朝日放送）
- 駅前TVサタブラ（熊本朝日放送） - 2013年4月より中継リポーター
- マッポス（テレビ宮崎）